# Sheryl Swoopes
Sheryl Denise Swoopes (Brownfield, 25 maart 1971) is een voormalig Amerikaans basketbalspeelster. Zij won met het Amerikaans basketbalteam drie keer de gouden medaille tijdens de Olympische Zomerspelen en twee keer op het Wereldkampioenschap basketbal. In 2016 werd ze toegevoegd aan de Basketball Hall of Fame.
Swoopes speelde voor het team van South Plains College, Texas Tech University en in Europa, voordat zij in 1997 haar WNBA-debuut maakte bij de Houston Comets. Met die club won ze vier keer het kampioenschap. Ze stopte in 2008, maar besloot in 2010 weer te spelen. Ze begon in Griekenland en ging daarna naar Tulsa Shock. In totaal speelde zij 12 seizoenen in de WNBA.
Tijdens de Olympische Zomerspelen 1996 in Atlanta won ze voor het eerst olympisch goud door Brazilië te verslaan in de finale. In totaal speelde ze maar liefst 24 wedstrijden over drie Olympische Spelen (1996, 2000 en 2004) en wist alle wedstrijden te winnen. Ook won ze met het nationale team het Wereldkampioenschap basketbal 1998 in Duitsland en het Wereldkampioenschap basketbal 2002 in China.
Na haar carrière als speler werd zij basketbalcoach. Sinds januari 2018 is ze assistent coach voor het team van de Texas Tech University.
4 Janeth Arcain · 
5 Tiffany Woosley · 
7 Tina Thompson · 
9 Wanda Guyton · 
10 Kim Perrot · 
14 Cynthia Cooper · 
20 Fran Harris · 
22 Sheryl Swoopes · 
23 Tammy Jackson · 
33 Yolanda Moore · 
Coach Van Chancellor
00 Nyree Roberts · 
5 Tiffany Woosley · 
7 Tina Thompson · 
9 Janeth Arcain · 
10 Kim Perrot · 
13 Amaya Valdemoro · 
14 Cynthia Cooper · 
22 Sheryl Swoopes · 
23 Tammy Jackson · 
33 Yolanda Moore · 
40 Monica Lamb · 
Coach Van Chancellor
7 Tina Thompson · 
9 Janeth Arcain · 
13 Amaya Valdemoro · 
14 Cynthia Cooper · 
15 Polina Tzekova · 
21 Jennifer Rizzotti · 
22 Sheryl Swoopes · 
23 Tammy Jackson · 
24 Mila Nikolić · 
34 Sonja Henning · 
52 Kara Wolters · 
Coach Van Chancellor
00 Tiffani Johnson · 
3 Jawann Kelley · 
4 Coquese Washington · 
7 Tina Thompson · 
9 Janeth Arcain · 
13 Amaya Valdemoro · 
14 Cynthia Cooper · 
21 Jennifer Rizzotti · 
22 Sheryl Swoopes · 
23 Tammy Jackson · 
40 Monica Lamb · 
Coach Van Chancellor